# Nederlandse kampioenschappen schaatsen afstanden 1988 - 5000 meter vrouwen
De 5000 meter vrouwen op de Nederlandse kampioenschappen schaatsen afstanden 1998 werd gehouden op de ijsbaan van Thialf in januari 1988. Titelverdedigster was Yvonne van Gennip, die de titel in 1987 pakte. Zij wist haar titel dit jaar te prolongeren

## Statistieken

### Uitslag
| #      | Schaatser         | Tijd    |
| ------ | ----------------- | ------- |
| Goud   | Yvonne van Gennip | 7.32,83 |
| Zilver | Grietje Mulder    | 7.43,17 |
| Brons  | Marieke Stam      | 7.44,20 |
| 4      | Ingrid Paul       | 7.44,37 |
| 5      | Ria Visser        | 7.48,18 |
| 6      | Marga Preuter     | 7.51,47 |
| 7      | Hanneke de Vries  | 7.51,92 |
| 8      | Petra Grimbergen  | 7.54,83 |
| 9      | Erna Uitham       | 7.56,75 |
| 10     | Anja Bollaart     | 7.58,79 |
| 11     | Lilian van Tol    | 7.59,10 |
| 12     | Lisette Kansen    | 8.10,16 |

## Uitslag
- Uitslagen NK Afstanden 1988 op SchaatsStatistieken.nl

1987 · 
1988 · 
1989 · 
1990 · 
1991 · 
1992 · 
1993 · 
1994 · 
1995 · 
1996 · 
1997 · 
1998 · 
1999 · 
2000 · 
2001 · 
2002 · 
2003 · 
2004 · 
2005 · 
2006 · 
2007 · 
2008 · 
2009 · 
2010 · 
2011 · 
2012 · 
2013 · 
2014 · 
2015 · 
2016 · 
2017 · 
2018 · 
2019 · 
2020 · 
2021 · 
2022 · 
2023 · 
2024 · 
2025